# Halowe Mistrzostwa Europy w Lekkoatletyce 1988 – bieg na 3000 m kobiet
Bieg na 3000 metrów kobiet – jedna z konkurencji biegowych rozgrywanych podczas halowych lekkoatletycznych mistrzostw Europy w  hali Sport Csárnok w Budapeszcie. Rozegrano od razu bieg finałowy 6 marca 1988. Zwyciężyła reprezentantka Holandii Elly van Hulst. Tytułu zdobytego na poprzednich mistrzostwach nie broniła Yvonne Murray z Wielkiej Brytanii.

## Rezultaty

### Finał
Opracowano na podstawie materiału źródłowego.
| Miejsce | Zawodniczka         | Czas    | Uwagi |
| ------- | ------------------- | ------- | ----- |
| 1       | Elly van Hulst      | 8:44,50 | CR    |
| 2       | Vera Michallek      | 8:46,97 |       |
| 3       | Wendy Sly           | 8:51,94 |       |
| 4       | Zita Ágoston        | 8:55,99 |       |
| 5       | Birgit Barth        | 8:56,21 |       |
| 6       | Wania Stojanowa     | 9:07,30 |       |
| 7       | Claudia Borgschulze | 9:31,42 |       |